# Hugh Thomas
Hugh Thomas, Baron Thomas van Swynnerton (Windsor, 21 oktober 1931 – Londen, 7 mei 2017), was een Brits historicus. Hij is bekend door zijn werk over de Spaanse Burgeroorlog.

## Biografie
Thomas volgde een opleiding aan de Sherborne School in Dorset, voordat hij in 1953 een BA kreeg aan het Queens' College (Cambridge). Hij studeerde ook aan de Universiteit van Parijs. In 1961 won zijn boek The Spanish Civil War de Somerset Maugham Award.
Van 1966 tot 1975 was Thomas professor geschiedenis aan de Universiteit van Reading.

## Opmerking
Hij mag niet worden verward met W. Hugh Thomas, de auteur van een omstreden theorie over nazikopstuk Rudolf Hess.
- Bibsys: 90334946
- Biblioteca Nacional de España: XX928744
- Bibliothèque nationale de France: cb11926516g (data)
- Catàleg d'autoritats de noms i títols de Catalunya: 981058516487606706
- CiNii: DA01026906
- Gemeinsame Normdatei: 120486954
- International Standard Name Identifier: 0000 0001 0931 811X
- Library of Congress Control Number: n50010176
- Nationale Bibliotheek van Letland: 000043654
- Bibliotheek van het Japanse parlement: 00458619
- Nationale Bibliotheek van Tsjechië: jn20020909017
- Nationale bibliotheek van Australië: 35546450
- Nationale Bibliotheek van Israël: 987007268791805171
- Nationale Bibliotheek van Polen: a0000001039681
- Nationale en Universitaire bibliotheek Zagreb: 000044462
- Nederlandse Thesaurus van Auteursnamen: 068306032
- Réseau des bibliothèques de Suisse occidentale: 02-A011983086
- Istituto Centrale per il Catalogo Unico: RAVV029091
- LIBRIS: 236344
- SNAC: w6tq7rqp
- Système universitaire de documentation: 027161390
- Trove: 991373
- Virtual International Authority File: 18177
- WorldCat: E39PBJw4GKjTfBQpMGFKqHWRrq